# Bilpura
Bilpura é uma vila no distrito de Jabalpur, no estado indiano de Madhya Pradesh.

## Demografia
Segundo o censo de 2001, Bilpura tinha uma população de 11 812 habitantes. Os indivíduos do sexo masculino constituem 53% da população e os do sexo feminino 47%. Bilpura tem uma taxa de literacia de 70%, superior à média nacional de 59,5%; a literacia no sexo masculino é de 78% e no sexo feminino é de 60%. 13% da população está abaixo dos 6 anos de idade.